# ВТТ Дмитровського механічного заводу
ВТТ Дмитровського механічного заводу — виправно-трудовий табір, який існував з 09.09.38 до 10.08.40 у Московській області (м. Дмитров) та входив у систему ГУЛАГу.

## Історія
Дмитровський механічний завод (пізніше відомий як екскаваторний) принаймні з 1935 був основною ремонтною базою Управління будівництвом каналу Москва-Волга;
21.09.36 в ГУЛАГу і Управлінні будівництвом каналу Москва-Волга для управління механічним заводом створений об'єднаний Механічний відділ.
З 01.09.37 Управління будівництвом каналу Москва-Волга фактично було ліквідовано, Дмитровський ВТТ закритий 31.01.38 (реорганізований у ВТТ окремого Дмитровського р-ну ГУЛАГу, який проіснував до 9 вересня).
Від 28.12.38 Дмитровський механічний завод переданий з відання Відділа промпідприємств у відання Лісового відділу ГУЛАГу.
При закритті обладнання передано Будівництву Куйбишевського гідровузла, з/к переведені в Самарлаг.

## Чисельність ув'язнених
- 01.10.38 — 2066;
- 01.01.39 — 2273;
- 01.01.40 — 2371;
- 07.40 — 1643